# Contea di Fengxiang
La contea di Fengxiang (凤翔县S, Fèngxiáng XiànP) è una contea della Cina, situata nella provincia dello Shaanxi e amministrata dalla prefettura di Baoji.